# ГЕС Miàolín
ГЕС Miàolín (庙林水电站) — гідроелектростанція на півдні Китаю у провінції Юньнань. Становить нижній ступінь каскаду на річці Luòzé, правій притоці Hengjiang, яка, своєю чергою, є правою притокою Цзинші (верхня течія Янцзи).
У межах проєкту річку перекрили бетонною греблею висотою 51 метр, довжиною 120 метрів та шириною по гребеню 6 метрів, яка утримує водосховище з об'ємом 11,5 млн м3 (корисний об'єм 4,8 млн м3).
Зі сховища під правобережним масивом прокладено дериваційний тунель довжиною 8,4 км з діаметрами 7 та 6,4 метра. Він подає ресурс до машинного залу, обладнаного двома турбінами типу Френсіс потужністю по 32,5 МВт, які забезпечують виробництво 279 млн кВт·год електроенергії на рік.